# اچ‌ام‌اس دیفندر (اچ۰۷)
اچ‌ام‌اس دیفندر (اچ۰۷) (به انگلیسی: HMS Defender (H07)) یک کشتی بود که طول آن ۳۲۹ فوت (۱۰۰٫۳ متر) بود. این کشتی در سال ۱۹۳۲ ساخته شد.